# Hendrick Motorsports
Hendrick Motorsports (tidigare All-Star Racing) är ett amerikanskt stockcar-team, som tävlar i Nascar Cup Series.

## Historia
Rick Hendrick grundade teamet 1984 som All-Star Racing. Geoff Bodine blev förste förare till bil #5, och körde med teamet under sex säsonger, och tog sju delsegrar. Hans bästa placering med stallet i mästerskapet var en femteplats 1985. Stallet hade även Tim Richmond som förare under tiden, och den skandalomsusade Richmond vann nio race på bara 37 starter med teamet, innan han visade sig ha HIV, och han lämnade stallet. Han avled 1989. Ken Schrader blev hans ersättare, och även Darrell Waltrip och Ricky Rudd tävlade med vissa framgångar för Hendrick under epoken. Under 1990-talet slog Jeff Gordon igenom i den nya bilen #24, och han vann fyra mästerskap för teamet mellan 1995 och 2001. Även Terry Labonte tog hand om ett mästerskap för Hendrick, vilket han gjorde 1996. Under 2000-talet blev stallet ytterligare etablerat som Nascar:s mest framgångsrika team, när Jimmie Johnson tog tre raka titlar 2006, 2007 och 2008. Dessutom tävlade den unge stjärnan Kyle Busch för teamet under tre säsonger, innan han lämnade för Joe Gibbs Racing. Hans ersättare blev Dale Earnhardt Jr., och inför 2009 gjorde teamet klart med Mark Martin, vilket gjorde att stallets fyra förare den säsongen hade mer än 150 racevinster i Nascar tillsammans.